# Unserer Lieben Frau (Merkendorf)
Unserer Lieben Frau ist die evangelisch-lutherische Stadtkirche der Stadt Merkendorf in der Schulstraße 3 im Fränkischen Seenland (Mittelfranken). Sie ist der Jungfrau Maria geweiht. Die Gemeinde gehört zum Dekanat Gunzenhausen im Kirchenkreis Ansbach-Würzburg der  Evangelisch-Lutherischen Kirche in Bayern.

## Geschichte

### Spätmittelalter
Der Grundstein für den spätgotischen Quaderbau wurde am Sonntag vor St. Michael des Jahres 1478 gelegt. Dies bekundet der Grundstein an der Südseite des Chores: „1478 Jar am Sontag vor Michael ist da der erst Stein gelegt.“ Die Kirche wurde Maria, der Mutter Jesu, geweiht.
Erbauer der Kirche war das Kloster Heilsbronn.
Der Kirchturm, der zuerst an der Nordostseite der Kirche vorgesehen war, wurde an der Nordseite gebaut und 1528 fertiggestellt.
Der erste evangelische Gottesdienst wurde 1524 durch Pfarrer Matthias Pauer (oder Bauer) gehalten.

### 17. Jahrhundert
Am 12. März 1648, gegen Ende des Dreißigjährigen Krieges, wurde fast die gesamte Stadt von protestantischen Schweden niedergebrannt, darunter auch das Gotteshaus. Mit notdürftiger Ausstattung wurde die Kirche bereits 1655 wieder geweiht.

### 20. Jahrhundert
Im Laufe der Zeit wurden einige Renovierungen der Kirche durchgeführt. Die letzte Renovierung vor dem Zweiten Weltkrieg erfolgte 1932.
Am 18. April 1945 wurde das Städtchen und die Stadtkirche durch den Beschuss heranrückender Amerikaner wiederum ein Raub der Flammen. Die Kirche brannte vollkommen aus. Nur die Altarfigur des Lukas konnte von Stadtpfarrer Wilhelm Boß gerettet werden.
Allein der Bibelvers aus dem Buch Jeremia, an der Kirchenwand aufgemalt, wurde nicht zerstört. Dort heißt es: „Oh Land, Land, Land höre des HERRN Wort.“ (Jeremia 22,29).

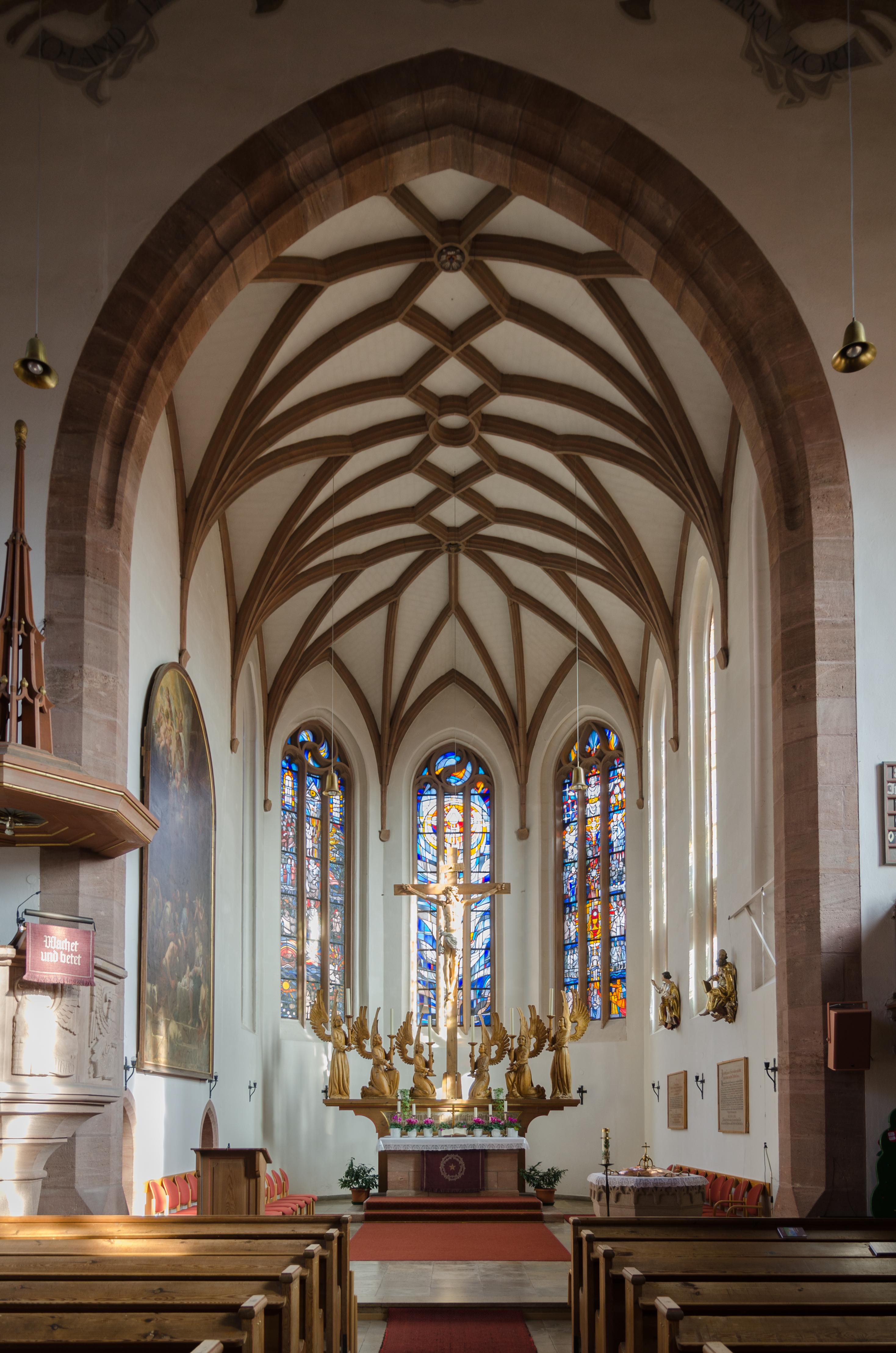
Innenansicht der Stadtkirche Merkendorf

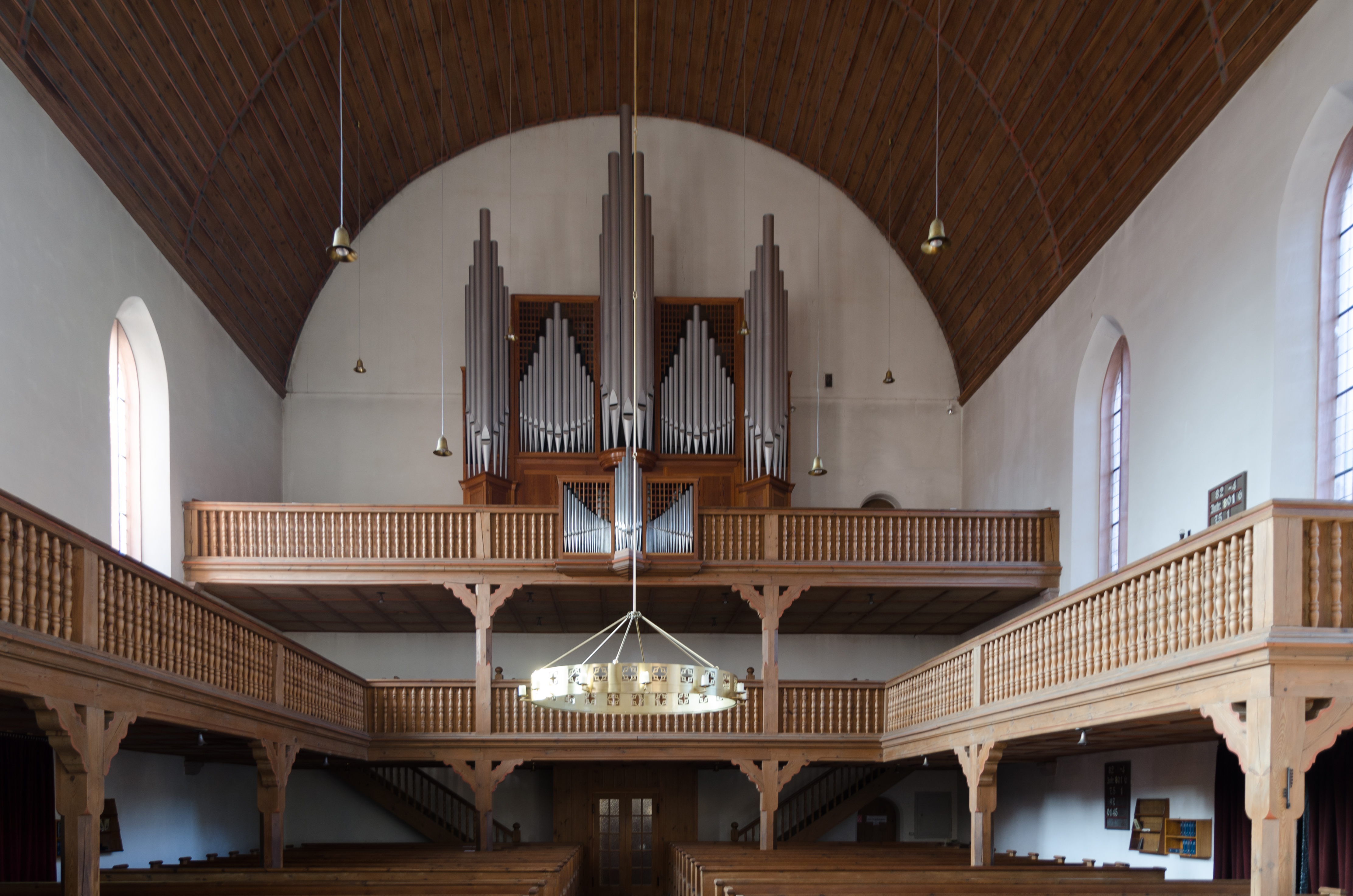
Kirchenschiff mit Orgel

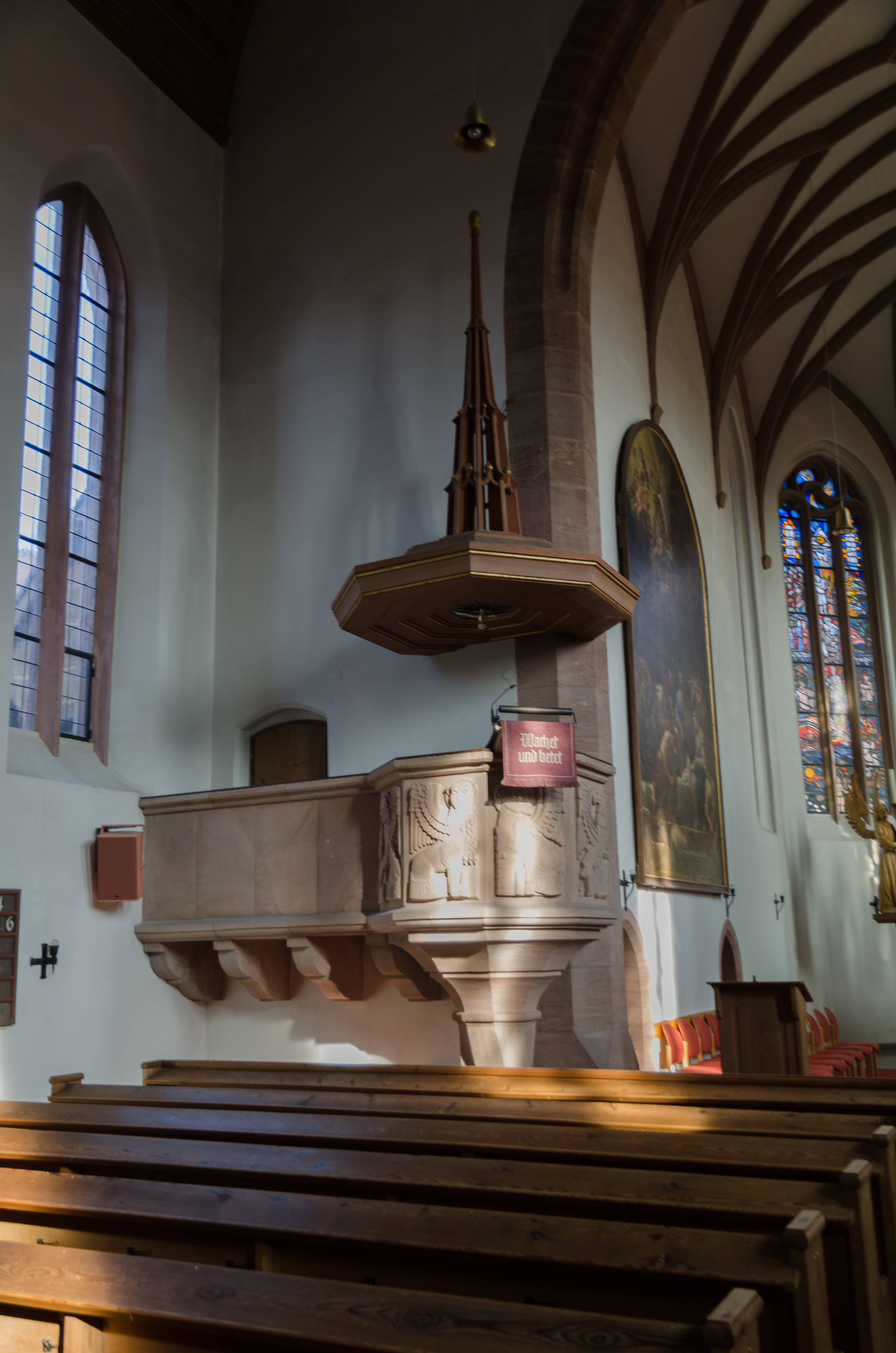
Kanzel

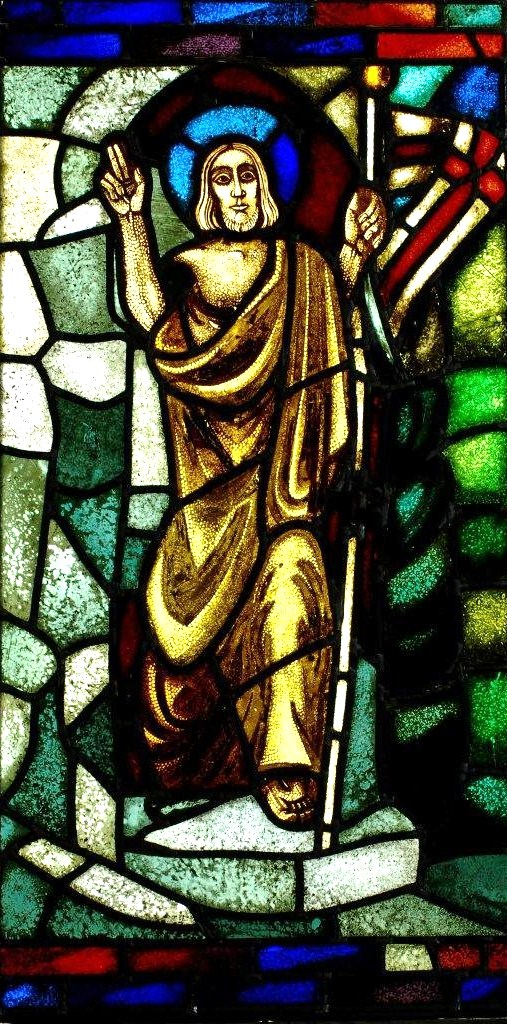
Glasfenster „Die Auferstehung“ von Alfons Abel, Rekonstruktion von 2011

### Nach 1945
Am 16. August 1947 konnte schon das Richtfest des Wiederaufbaus gefeiert werden. Am 31. Oktober 1948, dem Reformationstag, erfolgte die feierliche Weihe. Während des Wiederaufbaus wurden die Gottesdienste in der TSV-Turnhalle gefeiert. 1950 erfolgte der Bau des Chorgewölbes. Im Herbst 1953 wurde mit dem Einbau der neuen zweimanualigen Orgel mit 24 Registern durch Paul Ott aus Göttingen begonnen. Die Buntglasfenster im Chor wurden im Dezember 1980 und März 1981 durch einen Regensburger Glaser eingesetzt.
Der Windsbacher Knabenchor nutzte wegen der guten Akustik die Merkendorfer Stadtkirche für Rundfunkaufnahmen.
Das Geläut wurde 1975 von drei auf sechs Glocken erweitert.
Die Figur des Evangelisten Lukas hängt seit dem Wiederaufbau der Kirche rechts im Chorraum. Am 18. April 2010, 65 Jahre nach der Zerstörung der Stadt, wurde dem Gotteshaus die Statue des Evangelisten Johannes gestiftet.
Am Pfingstsonntag 2011 wurden die beim Brand der Stadtkirche im April 1945 zum Teil zerstörten und wieder erneuerten Kirchenfenster mit sechs biblischen Motiven rechts im Chorraum eingeweiht. Ursprünglich waren es 15 Motive. Die Kirchenfenster des Nürnberger Glaskünstlers Alfons Abel waren in den 1930er Jahren eingebaut worden. Die Motive sind der Gute Hirte, Jesus im Garten Gethsemane, das Letzte Abendmahl Jesu mit seinen Jüngern, die Auferstehung Christi und Pfingsten.
Von 2006 bis 2009 fand eine umfangreiche Außenrenovierung statt; 2020 bis 2022 erfolgte die Renovierung des Kircheninneren mit einer umfangreichen Orgelsanierung.

## Glocken
| Nr. | Name               | Gewicht | Inschrift                                             | Gussjahr/ -ort         | Läutzeit                                           |
| --- | ------------------ | ------- | ----------------------------------------------------- | ---------------------- | -------------------------------------------------- |
| I   | Gebetsglocke       | 32 Ztr. | „Wachet und betet“                                    | 1975, Heidelberg       | Morgen-, Mittag-, Abendgebet                       |
| II  | Vater-Unser-Glocke | 16 Ztr. |                                                       | 1710, Forchheim        | Beten des Vaterunser                               |
| III | Friedensglocke     | 10 Ztr. | „Verleih uns Frieden gnädiglich“                      | 1949, Heidelberg       | Um 11 Uhr                                          |
| IV  | Abendmahlsglocke   | 7 Ztr.  | „Friede auf Erden“                                    | 1950, Kempten (Allgäu) | Während des Abendmahls                             |
| V   | Taufglocke         | 5 Ztr.  | „Wer glaubt und getauft wird, der wird seelig werden“ | 1975, Heidelberg       | Während der Taufe                                  |
| VI  | Predigtglocke      | 3 Ztr.  | „Ich will deinen Namen predigen meinen Brüdern“       | 1975, Heidelberg       | Während der Verlesung des biblischen Predigttextes |

## Dekanat
1524 kam die evangelisch-lutherische Gemeinde Merkendorf unter das Patronat des Fürstentums Ansbach. In der Zeit von 1797 bis 1806 war sie Teil des Dekanates Gunzenhausen und bis 1867 des Dekanats Windsbach. Seit 1876 gehört die Pfarrei wieder zu Gunzenhausen.

## Pfarrei Merkendorf
Zur evangelisch-lutherischen Pfarrei Merkendorf gehören etwa 2.500 Gemeindeglieder in folgenden Ortschaften:
Merkendorf mit der Weißbachmühle, Adelmannsdorf, Bammersdorf, Dürrnhof, Gerbersdorf, Heglau, Kleinbreitenbronn, Neuses, Reutern, Selgenstadt, Triesdorf Bahnhof und Willendorf sowie die evangelischen Einwohner von Biederbach, Waizendorf und Wolframs-Eschenbach
Großbreitenbronn ist seit 1810 nach St. Georg (Weidenbach) gepfarrt.
Hirschlach bildet eine eigene Kirchengemeinde. Bis zur Auflösung der zweiten Pfarrstelle 1952 betreute der zweite Pfarrer Merkendorfs die Gemeinde. Seit 2022 ist die zweite Pfarrstelle wieder besetzt. Von 2003 bis 2022 war in der Gemeinde ein Diakon zusätzlich tätig.

### Prominente Stadtpfarrer
- Vom 1. November 1836 bis 27. März 1837 war Wilhelm Löhe (Gründer der Diakonie Neuendettelsau) Pfarrverweser in Merkendorf
- 1837–1842: Friedrich Layriz (Verfasser der dritten und vierten Strophe des Weihnachtsliedes Es ist ein Ros entsprungen) versah den zweiten Pfarrdienst in Hirschlach[6]
- Anfang des 20. Jahrhunderts war Simon Schöffel (Landesbischof der Evangelisch-Lutherischen Kirche im Hamburgischen Staate) Vikar in Merkendorf

### Stadtpfarrer seit 1940
- 1940–1952: Wilhelm Boß
- 1952–1974: Christian Lechner
- 1974–1991: Karl Schrems[7]
- 1991–2024: Detlef Meyer[8]
- seit 2024: Thomas Meinders[9][10]